# 大脚马皇后
《大脚马皇后》（Empress Ma With Great Feet），是2002年由吕丽萍和唐国强联手主演的古装搞笑喜剧。以中国明朝明太祖朱元璋的结发妻子马皇后为主角，故事也从朱元璋开国称帝开始，故事也包含了朱元璋和马皇后的夫妻情和马皇后安邦治国的家喻户晓故事。本故事续集为《皇后驾到》。

## 故事大纲
朱元璋在公元1367年消灭最后一位劲敌张士诚后，统一天下并在公元1368年在应天府自称为吴王。张士诚之女秋菊为父报仇，并寻机刺杀朱元璋。后来发生前朝余党造反，朱元璋命大将李彬全城搜捕缉拿乱，并冤死前朝编修,其女吴玉娇因此而含恨被迫离家，踏上复仇之路。而胡惟庸和胡大鹏父子为了图谋篡位，并多次暗地计划破坏朱元璋和马皇后的夫妻情。马皇后和刘伯温则多次劝勉朱元璋远离胡惟庸……

## 演员表

### 皇宫
| 演員         | 角色   | 關係/暱稱                                                         |
| 吕丽萍       | 马秀英 | 马皇后 马大脚、大脚婆娘 郭子兴之养女 朱元璋结发妻子 明朝开国皇后  |
| 唐国强       | 朱元璋 | 诚王、吴王 明太祖 洪武帝 朱重八、朱和尚 马秀英之丈夫 明朝开国皇帝 |
| 张谊(张定涵) | 宋侍君 | 宋敬妃 朱元璋之妃子 高启之青梅竹马                                |
| 刘懿         | 春兰   | 马皇后贴身丫环                                                    |
| 范艳         | 夏荷   | 马皇后贴身丫环 原名夏淑玉                                         |
| 蒋欣         | 秋菊   | 马皇后贴身丫环 张士诚之女 施耐庵之侄女                            |
| 杨蕊         | 冬梅   | 马皇后贴身丫环                                                    |
| 马浴柯       | 一     | 朱元璋贴身太监                                                    |

### 朝廷
| 演員   | 角色   | 關係/暱稱                                                |
| 张彤   | 李善长 | 开国功臣 左丞相 韩国公 李彬之叔叔                        |
| 张志宏 | 刘基   | 刘伯温 开国功臣 诚意伯                                   |
| 谢沅江 | 高启   | 吴中才子之首 兵部侍郎 宋敬妃之青梅竹马                   |
| 马仑   | 胡惟庸 | 开国功臣 胡大鹏之父 吴玉娇之四叔 太常少卿 中书省参知政事 |
| 李中华 | 汤和   | 开国功臣 中山候                                          |
| 贺强   | 李彬   | 开国功臣 中书省 李善长之侄子                             |
| 于飞   | 阮弘德 | 开国功臣 被胡大鹏和胡二所杀                              |

### 胡家
| 演員 | 角色   | 關係/暱稱                              |
| 马仑 | 胡惟庸 | 参见朝廷                               |
| 高虎 | 胡大鹏 | 胡惟庸之子 吴玉娇之堂兄                |
| 林静 | 吴玉娇 | 前朝编修之女 胡惟庸之侄女 胡大鹏之堂妹 |
| 李铎 | 胡二   | 胡家管家                               |

### 司马家
| 演員   | 角色     | 關係/暱稱                                       |
| 李晓峰 | 司马立德 | 晋元帝司马睿之后裔 鞋匠 司马贵之子 司马慧珠之兄 |
| 胡容   | 司马慧珠 | 司马贵之女 司马立德之妹 善友会会员              |

### 其他
| 演員   | 角色   | 關係/暱稱      |
| 周晓文 | 施耐庵 | 《水浒传》著者 |

## 歌曲

### 片头曲
- 《家有贤妻万事兴》（作曲：刘天华 作词：胡正言 主唱：郭荣）

### 片尾曲
- 《爱有缘情无价》（作曲：刘天华 作词：胡正言 主唱：于文华）

## 网址参考
- 《大脚马皇后》大脚马皇后（页面存档备份，存于）